# Zhang Yawen
Zhang Yawen (født 9. marts 1985 i Chongqing) er en kinesisk badmintonspiller.
Hendes største internationale sejr, var da hun repræsenterede Kina under Sommer-OL 2008 i Beijing, Kina og vandt en bronzemedalje sammen med Wei Yili. Hun vandt også en guldmedalje i VM 2009.